# Botswanaleeuwerik
De botswanaleeuwerik (Certhilauda chuana) is een zangvogel uit de familie Alaudidae (leeuweriken).

## Verspreiding en leefgebied
Deze soort komt voor van in zuidoostelijk Botswana en noordelijk Zuid-Afrika.

## Status
De grootte van de populatie is in 2009 geschat op 33.000-67.000 volwassen vogels. Op de Rode lijst van de IUCN heeft deze soort de status niet bedreigd.